# Lavender Menace

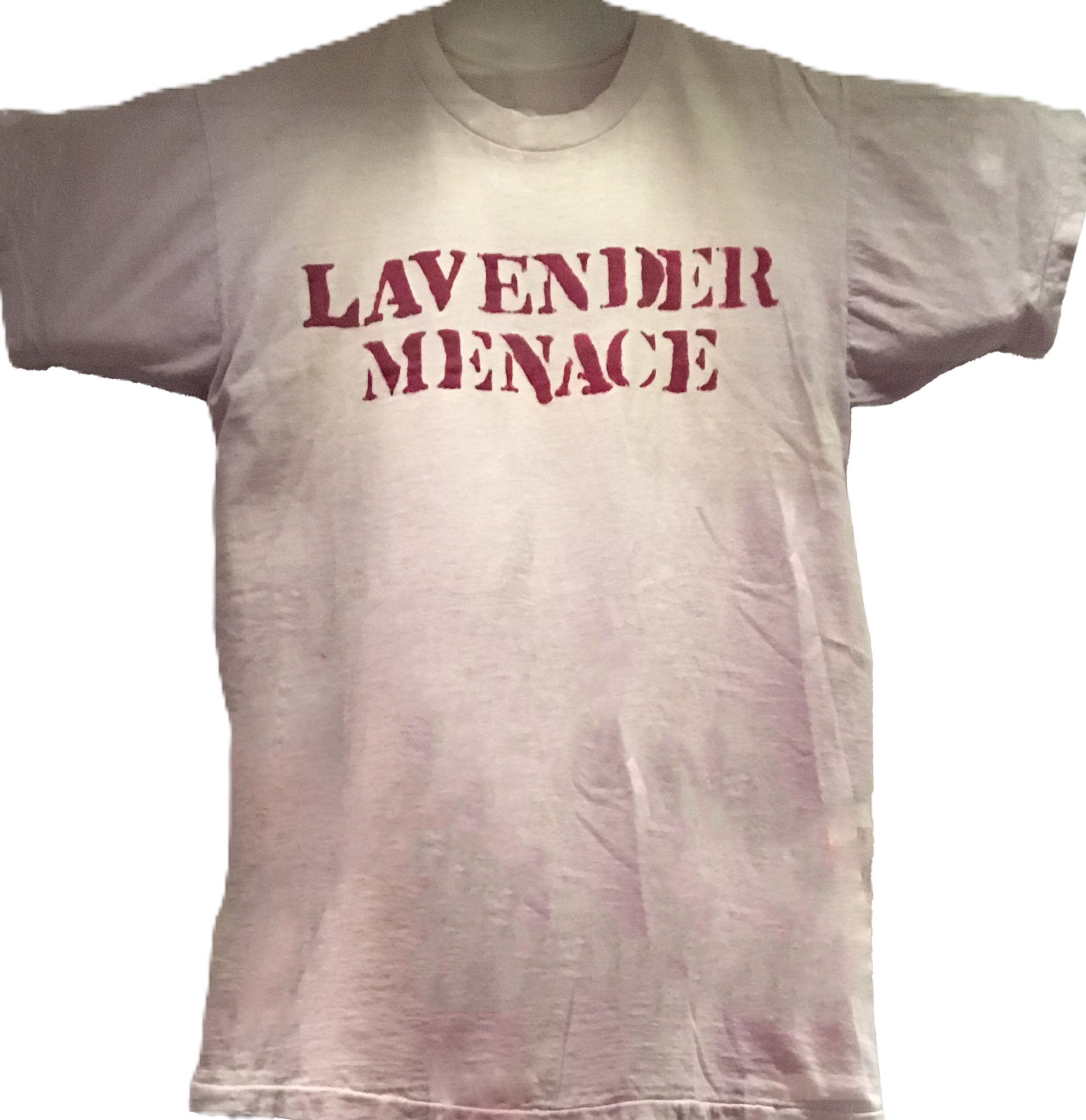
Verschoten T-shirt van de actie, uit de collectie van de Lesbian Herstory Archives

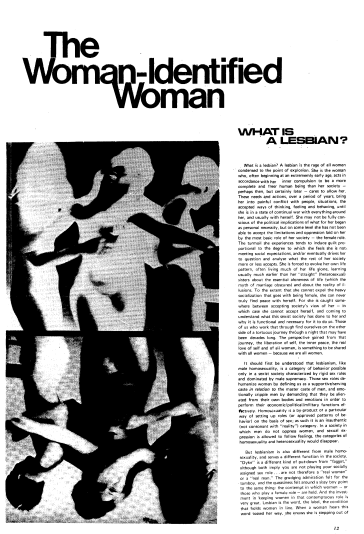
Het pamflet The Woman-Identified Woman, de eerste schriftelijke uiting van de lesbisch-feministische ideologie

De Lavender Menace (lila dreiging) was een informele Amerikaanse lesbische en radicaalfeministische actiegroep. De actie kwam tot stand uit protest tegen de uitsluiting van lesbiennes en lesbische onderwerpen binnen het Amerikaanse feminisme en meer bepaald van het feministische Second Congress to Unite Women in mei 1970. De groep verstoorde het begin van de bijeenkomst, kreeg bijval uit de zaal en de uitsluiting was al snel van de baan.

## Lila
Het Engelse lavender is een zachte lilatint en de kleur van de bloem lavendel. Sinds eind negentiende eeuw wordt het in de VS geassocieerd met homoseksualiteit. In de jaren 1930 was de uitdrukking "hij (zij) heeft een vleugje lila" voldoende om iemands geaardheid te duiden. Samen met het verwante violet is het ook in de eenentwintigste eeuw nog symbolisch voor homoseksualiteit. Anno 2021 wordt in het Angelsaksische spraakgebied een schijnhuwelijk een lavender marriage genoemd als dat geschiedt om de geaardheid van een of beide partners te verhullen.

### Lila dreiging
De term lavender menace werd in 1969 gebruikt door Betty Friedan, oprichter en toentertijd voorzitter van de feministische National Organization for Women (NOW). Friedan meende dat associatie van het feminisme met het lesbianisme de beweging zou schaden. Het zou het voor feministen moeilijker maken hun doelen te bereiken en het voor tegenstanders makkelijker maken de feministen als lesbische mannenhaters weg te zetten. Friedan beschouwde het lesbianisme daarom als bedreiging voor de nog jonge feministische beweging en kreeg daarin bijval van andere heteroseksuele feministen. Lesbische feministen daarentegen verlangden van de NOW juist steun voor hun belangen en de erkenning dat lesbische emancipatie deel was van de vrouwenstrijd. In de grootste afdeling van de NOW, die van New York, kwam dit het eerst, en het meest, tot conflicten. Rita Mae Brown claimt dat ze er door Friedan werd uitgewerkt nadat ze uit de kast kwam. Andere lesbische vrouwen werden er weggestemd of, zoals in het geval van voorzitter Ti-Grace Atkinson, door het hoofdbestuur weggestuurd. In de aanloop naar het congres schrapte de NOW de lesbische organisatie Daughters of Bilitis als sponsor.
De radicaalfeministische schrijfster Susan Brownmiller schreef in The New York Times Magazine dat van een serieuze bedreiging van het feminisme geen sprake was. Daarmee bagatelliseerde ze echter de rol van lesbo's in het feminisme, hetgeen het vuurtje alleen maar verder opstookte.

### De actie
De actiegroep Lavender Menace werd gevormd ter gelegenheid van het Second Congress to Unite Women in mei 1970. Tot de groep behoorden onder meer Karla Jay, Rita Mae Brown, Ellen Broidy en Martha Shelley. De groep nam de term lila dreiging aan als geuzennaam en protesteerde in lichtpaarse T-shirts bij de openingssessie van het congres. Ze schreven een pamflet met tien actiepunten (The Woman-Identified Woman), hingen posters in de vergaderzaal op en ze verstoorden het begin van de vergadering door lichten en de microfoon uit te schakelen. De groep kreeg bijval vanuit de zaal en veroverde daarmee, op termijn, een plek voor lesbische vrouwen binnen het Amerikaanse feminisme. Deze actie, en de groep vrouwen die zich later de Radicalesbians ging noemen, markeren het begin van het lesbisch feminisme in de VS.